# Карр, Эдуард Халлетт
Э́дуард Ха́ллетт «Тэд» Карр (англ. Edward Hallett «Ted» Carr, 28 июня 1892, Лондон — 3 ноября 1982, там же) — британский историк, политолог, дипломат, журналист и исследователь международных отношений, противник эмпиризма в историографии. Командор ордена Британской империи (1920).

## Биография
Окончил Тринити-колледж в Кембриджском университете. В 1916—1936 годах служил в британском Форин-офисе. Вначале попал в отдел по противодействию контрабанде и блокаде Германии, затем переведён в отдел, ведавший отношениями с Россией. Поняв, что большевики побеждают в гражданской войне, поддерживал более умеренные позиции премьера Ллойд Джорджа против сторонника интервенции Уинстона Черчилля. Участвовал в Парижской мирной конференции и других международных переговорах.
В 1920—1921 годах был сотрудником посольства Великобритании во Франции, затем вернулся в центральный аппарат МИДа. В 1925—1929 годах работал вторым секретарём британского посольства в Риге, Латвия. Параллельно интенсивно изучал историю, особенно русскую. В 1930—1933 годах был помощником советника по делам Лиги Наций.
C 1936 года преподавал международную политику в Университете Уэльса в Аберистуите, а затем в других британских колледжах и ВУЗах (в 1961 году читал Тревельяновские лекции в Кембриджском университете). В годы Второй мировой войны вначале руководил иностранным отделом министерства информации с октября 1939 по апрель 1940 года, а с 1941 по 1946 год, работал помощником главного редактора газеты «Таймс», ратуя за альянс с СССР и социалистические преобразования.

## Вклад в науку
Как учёный известен своим четырнадцатитомным исследованием «История Советской России» (опубликована в 1950—1978 годах), содержащим всестороннюю оценку советской истории с 1917 по 1929 года, трудам по истории и теории международных отношений (например, «Двадцать лет кризиса: 1919—1939. Введение в изучение международных отношений», «Международные отношения после заключения мирных договоров» и «Британия: Исследование внешней политики от Версальского договора до начала войны»), а также вышедшей в 1961 году книгой «Что такое история?».
Изначально либерал, противник марксизма и приверженец теории политического реализма в исследовании международных отношений, в процессе исследования истории Советской России переходил на всё более левые позиции (из большевистских лидеров ему больше всего импонировал Лев Троцкий), чему способствовал и его круг ближайших друзей, включавший Исаака Дойчера, Карла Маннгейма и Гарольда Ласки. В 1978 году в интервью «The New Left Review» говорил о капитализме как о безумной экономической системе, обречённой на гибель.
Начав свои упражнения в истории России с истории идей и культуры (книги «Достоевский (1821—1881): новая биография» 1931 года, «Романтические изгнанники» (очерки, посвящённые А. И. Герцену и Н. П. Огарёву) 1933 года и «Михаил Бакунин» 1937 года), перешёл к изучению марксистского движения (в 1934 году написал биографию Карла Маркса), русской революции и становления советского государства.
На протяжении более 30-ти лет Карр писал «Историю Советской России», увидевшую свет в конце 1970-х гг. В этой книге историк задался целью проследить трансформации идеологии большевизма в процессе развития советского государства. При этом, он намеренно отказался от детального изложения фактологии, так как это не было целью данной работы, за что всё равно получил шквал критики. В этой книге отразился ревизионистский подход Карра в советологии. Он последовательно стремился к максимальной объективности в оценке событий, выступая против излишней политизированности американских советологов, а также пересмотрел ряд положений, ставших чуть ли не догмами в западной советологии того периода. В противовес традиционным подходам западных советологов своего времени, историк считал Октябрьскую революцию не заурядным переворотом, а результатом объективного развития революционного процесса, материализованным проявлением воли рабочих и солдатских масс, организованных в Советы. Кроме того, он подчеркнул положительную роль Ленина, который смог не только разрушить старый порядок, но и дать жизнь новому государству. Наконец, он поставил под сомнение тотальную подчинённость всех политических процессов в СССР его верховному руководству. Так, он видел объективные причины для свёртывания НЭПа, заключавшиеся в коренных противоречиях этой экономической политики, её внутреннем кризисе, в противовес господствовавшему тогда представлению о централизованном и самовольном решении советского руководства урезать свободу экономической жизни.